# 連続大量差別はがき事件
連続大量差別はがき事件（れんぞくたいりょうさべつはがきじけん）とは、部落関係者やハンセン病患者に対する差別はがきの送付などの嫌がらせ行為が、2003年から2004年の間数百回にわたり繰り返された事件。

## 事件の内容

### 食肉市場への差別はがき
2003年5月12日、東京食肉市場に差別文書が封書とはがきで送られた。これらの文書は屠殺業に対する差別に加えて「組坂」「松岡」という人物への殺人予告と受け取れる内容であった。ここで名指しされた「組坂」は部落解放同盟の組坂繁之委員長、「松岡」は松岡徹書記長（2004年7月から民主党参院議員）を指すと思われる。

### 部落解放同盟連合会各支部への差別はがき
同じ頃、部落解放同盟の大阪・兵庫・広島・高知・福岡各県連合会に、差別封書が相次いで送り付けられた。食肉市場宛の差別封書と、全国的に送り付けられた差別封書は、その筆跡・消印等から、同一犯人のものと判明した。同年6月24日、部落解放同盟東京都連合会墨田支部に差別はがきが送付された。続いて6月26日、荒川・足立・葛飾・練馬の各支部、そして28日には再び荒川支部に差別はがきが送り付けられてきた。足立支部に送り付けられた差別はがきには部落解放同盟東京都連合会の役員と職員、2人の名前があった。浦本誉至史は足立支部の役員であるが、6月26日に最初に犯行を知ったと記述している。　

### 高額商品注文の嫌がらせ
同じ頃、犯人は、高額の図書、英会話教材、化粧品、お茶、ダイエット食品などを、部落解放同盟員の名前を騙って申込み、複数の同盟員の自宅に代金引換で送らせた。

### 2003年7月の差別はがき
7月19日（消印）、A市の被差別部落に住むBの自宅に差別はがきが送り付けられた。内容は身元調査を仄めかし脅迫するものであった。犯人は、B宅に執拗に何通もの差別はがきを送り付けたあと、7月下旬には、少なくともBの近所10軒以上に差別はがきをばらまいた。Bの住所と名前を書いた上で、ありもしない不倫をでっちあげ、Bの娘の名誉を著しく傷つけた。

### 2003年8月以降の嫌がらせ
7月まで連日のように続いた差別はがき、物品の送り付けは、8月中は一端止まった。しかし8月28日、再び墨田支部に送られてきた差別はがきを皮きりに再開された。さらに犯人は9月下旬から10月上旬にかけて、2軒の同盟員宅の「電力契約の解約申し込み」を勝手にはがきで行った。2軒とも電力会社の社員が実際に電気を止めに来た。
さらに、9月から10月にかけて、犯人は、台東区、品川区、足立区、前述のA市で同盟員の自宅周辺に差別はがきをばらまいた。台東区では2人の同盟員の自宅周辺に差別はがきがばらまかれた。犯人はまず、当該同盟員の自宅に脅迫的な予告のはがきを送り付けた。その直後、近所の家々に差別はがきを送り付けた。また、A市ではBに続いて、都連役員Cに差別はがきが送り付けられるとともに、A市に住むCと同姓同名の部落解放同盟とは無関係な人物の自宅にも何通もの差別はがきが送り付けられた。

### 犯人の「事件終結宣言」
同年12月3日に、事件の真相を広く訴える会が文京区内で開かれ、メディアもこの事件を報道した。その結果、12月9日、部落解放同盟東京都連合会に、一連の差別ハガキ事件の「加害者」と名乗る人物から、事件についての終結宣言文が郵送された。その内容は、「報道を見て『えらいことをしてしまった』と思った。ここでやめたら今までの90通が無駄になるとも思ったが、やめることにした。私の負けだ」というものだった。実際に送付された差別はがきはこの時点で200通以上なので、犯人は数を過少申告したことになる。

### ハンセン病患者への嫌がらせ
同年12月16日、熊本のハンセン病療養施設・国立療養所菊池恵楓園の入所者自治会に対して、11月25日の消印で差別的な手紙が送付されていたことが判明した。差出人名は前述した部落解放同盟東京都連合会の役員のものとなっていたが、筆跡から一連の部落差別はがきの犯人と同一人物の仕業である事が確認された。

### 犯人の「再開宣言」
2004年1月19日、犯人から、部落解放同盟東京都連合会あてに、差別行為の「再開宣言」の手紙が送られた。この際には、ハンセン病患者と在日韓国・朝鮮人を中傷する手紙2通も同封されていた。この後、2003年と同様の嫌がらせが延々と続いた。

## 被疑者逮捕
2004年10月19日、警視庁浅草警察署は、差別はがきの送付に伴い行われた脅迫行為の被疑者として、東京都羽村市に住む無職の男性(当時34歳)を逮捕した。これまでに脅迫文は400通以上送られていた。
10月26日には、関係者の申告に基づき人権侵犯事件として調査を行っていた東京法務局が、被疑者を警視庁浅草署へ告発した（罪状不明）。
11月8日、被疑者はまず脅迫罪で東京地方裁判所に起訴され、次いで12月9日には名誉毀損罪で追起訴された。翌2005年2月8日には、被告人は警視庁浅草署に再逮捕され、2月18日、電力契約の解約を契約者を騙って行った行為について東京地検から私印偽造・同使用の罪で起訴された。
なお、数十件に上っていた物品送付については、商品販売業者に対する偽計業務妨害罪が成立する可能性があったが、起訴されていない。
2005年7月1日、東京地方裁判所で被告人に懲役2年（求刑は3年）の実刑判決が下された。被告人と弁護団は控訴せず、この判決が確定した。

## 犯行動機についての供述
犯行動機について
最初は興味本位だったが、やってみるとおもしろかった。また、やっている間に『義務感』のようなものも芽生えてきた。
被害者とは一面識もないし、被差別部落や部落解放同盟についても知らない。本で読んだ知識だけだ。犯行直前まで関心もなく全然知らなかった。
解放同盟や被害者たちに別段はっきりした反感はない。解放同盟が出している差別事件の報告集を読んで、「気にくわないなあ」と思った。解放運動のことはよく知らない。
法廷での発言
大学卒業後なかなか就職できず、そのためストレスを抱えていた。
以前短期間勤めていた職場で、「部落問題は触れてはいけないタブーだよ」というような会話を聞いたことがあり、部落問題について充分な知識がなかったので、単純に「部落＝タブー＝恐いもの」と思ってしまった
事件前にたまたま図書館で読んだ部落問題の図書に強い影響を受けた。特に『同和利権の真相』という本を読んで、その内容を頭から信じ込んでしまった。
被差別部落は自分より下であるはずなのに、『同和利権の真相』に書いてあるような、ひどいことをしているのは許せない。差別して自分のストレスを解消しようと思った。
ハンセン病患者や在日朝鮮人もターゲットにしたことについて
自分は体制にたてつく者は嫌いだから。

## ネットに流れた自作自演説
本件の判決確定後、2ちゃんねるなどのインターネット掲示板でこの事件を「解同の自作自演」と主張する投稿が行われた。しかし、自作自演説の根拠として挙げられたのは1983年8月に兵庫県で発覚した「解同兵庫県連篠山支部長による旧篠山町差別落書きやらせ疑惑事件」であったが、これは本事件とは何ら関連性が認められなかった。結局、自作自演説に根拠になり得るものは挙げられなかった。

## 糾弾会
- この節の文章はすべて、被害者の一人、浦本誉至史が書いた『連続大量差別はがき事件　被害者としての誇りをかけた闘い』 2011年　解放出版社　から引用している。
- 2008年1月19日、犯人の希望に従い、被害者ならびに都連と犯人が参加して事件の糾弾会が開催された。会場は台東区橋場の東京都人権プラザである。出席者はあらかじめ絞られ約30名であった。在日本朝鮮人人権協会や、障害児を普通学校へ・全国連絡会からも出席した[2]。犯人は一人で現れ、糾弾会の席上、おおむね次のように語り謝罪した。

浦本は、犯人に「『浦本誉至史は特殊部落出身です。人間じゃない賤しい生物です』というはがきを書いてばらまいたね。その結果何がおこったか知っているか。それから菊池恵楓園にすくなくとも5通のはがきや手紙を送ったね。そのなかの3通は私の名前と住所を騙ったものだ。（中略）ぼくは君を追い詰めることはしない。人間は決して一人では生きられない。自分のことが可愛かったら、他人の事も大事にしなければいけない」と諭した。これに対し、犯人は「自分勝手な思い込みにより、何の関係もない皆様にたいして八つ当たりをして1年半にわたって差別を繰り返しました。そのことを深くお詫びし、反省します。ほんとうにもうしわけありませんでした」と述べた。

## 文献
- 浦本誉至史『連続大量差別はがき事件　被害者としての誇りをかけた闘い』 2011年　解放出版社　ISBN 978-4-7592-1102-3